# Chromofotografie
Chromofotografie je technika na pomezí malířství a fotografie používaná v druhé polovině 19. století. Fotografie se vyvolala na dva papíry; první papír se výrazně obarvil; druhý se obarvil jen mírně a zprůhlednil promaštěním. Po umístění obou obrazů přes sebe se vzduchovou mezerou vznikne plastický dojem. Tuto techniku používalo jen několik fotografů většinou ve střední Evropě, mezi nejznámější tvůrce chromofotografie patří Alexander Seik, který je některými zdroji uváděn i jako vynálezce techniky.